# Александрово (Дзержинский район)
Александро́во (бел. Александро́ва) — деревня в составе Добринёвского сельсовета Дзержинского района Минской области Беларуси. Деревня расположена в 35 километрах от Дзержинска, 45 километрах от Минска и 33 километрах от железнодорожной станции Койданово.

## Название
Названия Александрово и схожие с ним Александри́я, Алекса́ндровка происходят от личного имени Александр и образованных от него фамилий.

## История
Известна со 2-й половины XIX — начала XX века, как деревня в Узденской волости Игуменского уезда Минской губернии. В 1897 году, по данным первой всероссийской переписи в деревне — 16 дворов и 112 жителей, в одноименном выселке — 2 двора, 11 жителей, в урочище — 1 двор, 8 жителей. Сельчане кроме земледелия занимались бондарным промыслом. В 1917 году в деревне было 23 двора, проживали 134 жителя, в лесной сторожке — 3 двора, 10 жителей. 
С 9 марта 1918 года в составе провозглашённой Белорусской Народной Республики, однако фактически находилась под контролем германской военной администрации. С 1 января 1919 года в составе Советской Социалистической Республики Белоруссия, а с 27 февраля того же года в составе Литовско-Белорусской ССР, летом 1919 года деревня была занята польскими войсками, после подписания рижского мира — в составе Белорусской ССР. С 20 августа 1924 года в составе Зеньковичского сельсовета Узденского района Минского округа, с 20 февраля 1938 года в составе Минской области. В 1939 году деревня была передана из состава Узденского района в состав Добринёвского сельсовета Дзержинского района. В годы коллективизации в деревне был организован колхоз «Коминтерн».
Во время Великой Отечественной войны с 28 июня 1941 года по 6 июля 1944 года деревня находилась под немецко-фашистской оккупацией. 22 июня 1942 года фашисты расстреляли 20 мирных жителей деревни. В послевоенное время деревня находилась в составе совхоза им. Марата Казея. По состоянию на 2009 год деревня находится в составе ОАО «ММК-Агро».

### Александровский бой

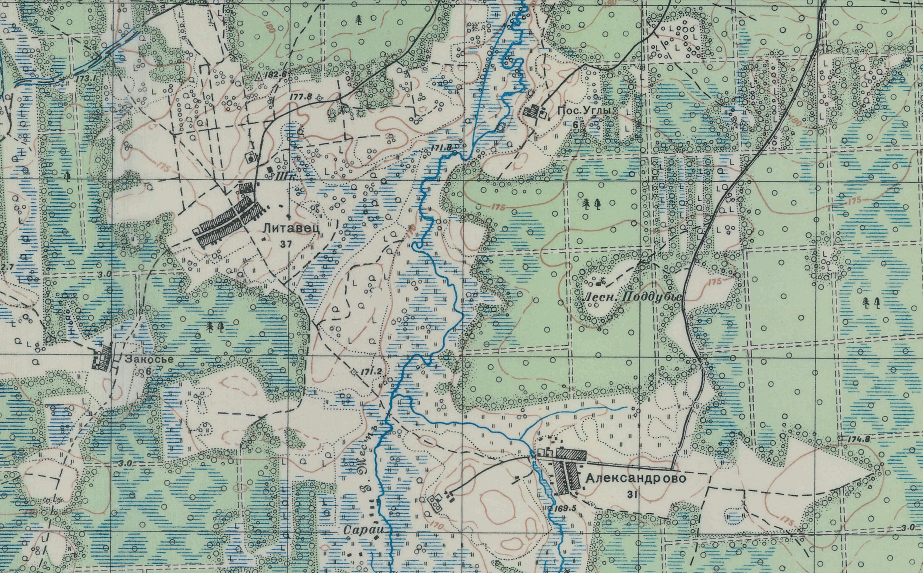
д. Александрово и окрестности на советской карте 1934 года

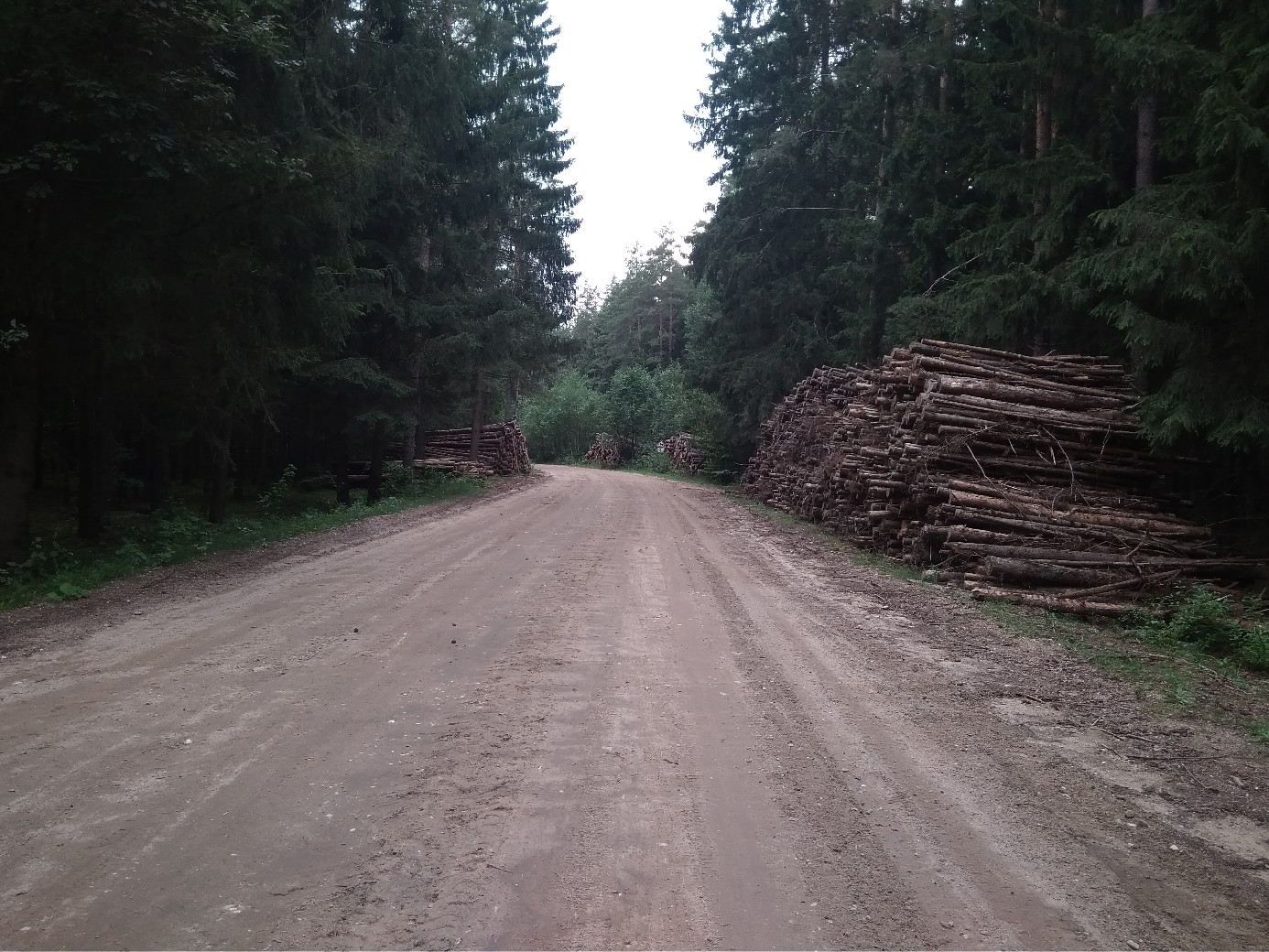
автодорога (Добринёво—Даниловичи—Алексадрова)

В годы оккупации около д. Александрово, что в 60 км от Минска, базировался партизанский отряд Никитина численностью в 160-170 человек. Из расположения отряда группы выходили на боевые задания. Отряд держал связь с Минским городским партийным подпольным комитетом. Была налажена связь с населением Дзержинского и Узденского районов.
Во второй половине дня 13 июня 1942 года в отряд были доставлены 5 станковых и 2 ручных пулемёта. В этот же день вторая группа партизан с тремя местными жителями доставила в отряд 6 подвод с винтовочными патронами. К исходу дня командир отряда Никитин с группой партизан ушёл на встречу с десантной группой под Колодино.
14 июня 1942 года в 4 часа утра раздались первые два выстрела на партизанских постах, это был сигнал о приближении фашистов. По сигналу «Тревога» весь личный состав отряда занял огневые позиции на заранее подготовленных рубежах обороны и приготовился к бою.
Комиссар отряда Пётр Знак поручил П.И. Серебрякову, как кадровому командиру Красной армии, командовать боем. Отряд был в полном окружении. Ожесточённость боя нарастала с каждым часом. Гитлеровцы по пояс в болоте шли к партизанскому лагерю. Отряд подпускал их как можно ближе и открывал огонь по всей линии круговой обороны. Атаки фашистов следовали одна за другой, но партизанам удавалось их отбивать. 
К 14:00 часам со стороны противника, далеко превосходящего нас по численности и вооружению, были предприняты 22 атаки, все они были отбиты. От интенсивного и беспрерывного 10-часового огня вода в станковых пулемётах кипела. Фашистам не удалось пройти в расположение партизанского лагеря.
После 14 часов огонь противника начал ослабевать. Серебряковым был отдал приказ группе партизан, которые хорошо знали местность, Александровский лес, выбрать место для выхода отряда из окружения. К этому времени огонь несколько утих в расположении обороны 4-й роты. Партизаны воспользовались этим и решили выходить из окружения, так как из-за отсутствия боеприпасов отряд не мог продолжать бой. Группа предложила путь выхода, за ней двинулся весь отряд. Партизаны вышли, забрав всех раненых, в район д. Теляково.
После выхода из окружения, партизаны услышали ураганный орудийный, миномётный, пулемётный и автоматный огонь в стороне недавнего расположения отряда. Гитлеровцы, не встречая ответного огня, продолжали обстреливать длительное время место партизанской стоянки. Позже, понеся большие потери, гитлеровцы в отместку ворвались в д. Александрово и расстреляли всех мужчин (20 человек), а деревню сожгли.

## Население
| Численность населения (по годам) | Численность населения (по годам) | Численность населения (по годам) | Численность населения (по годам) | Численность населения (по годам) | Численность населения (по годам) | Численность населения (по годам) | Численность населения (по годам) |
| 1897                             | 1909                             | 1917                             | 1997                             | 1999                             | 2004                             | 2009                             | 2017                             |
| -------------------------------- | -------------------------------- | -------------------------------- | -------------------------------- | -------------------------------- | -------------------------------- | -------------------------------- | -------------------------------- |
| 112                              | ↗129                             | ↗134                             | ↘37                              | ↘26                              | ↘20                              | ↘15                              | ↘8                               |
| 2018                             | 2020                             | 2022                             |                                  |                                  |                                  |                                  |                                  |
| ↗9                               | ↘7                               | ↘5                               |                                  |                                  |                                  |                                  |                                  |

## Достопримечательности
- Братская могила партизан, расположена в 2 километрах восточнее деревни в урочище Долгий Остров. 14 июня 1942 года возле деревни партизанская бригада Н.Н. Никитина (до 120 партизан) под командованием комиссара отряда П.И. Знака вели тяжёлый бой против карательной экспедиции немецко-фашистских войск, вооружённых танками и артиллерией. Народные мстители на протяжении почти 9 часов отбили 21 нападение противника и нанесли ему значительные потери, в бою погибли 9 партизан. В 1972 году на месте захоронения была установлена стела;
- Братская могила советских воинов, расположена на сельском кладбище. В могиле похоронены 12 воинов, которые в июле 1941 года в бою против немецко-фашистских захватчиков при выходе из окружения. В 1958 году на месте захоронения был установлен обелиск;
- Могила жертв фашизма, также расположенная на сельском кладбище. Похоронены 20 мирных сельчан, расстрелянных немецко-фашистскими захватчиками во время карательной операции 22 июня 1942 года. В 1957 году на месте захоронения был установлен обелиск;
- Могила Михаила Шапошникова, расположена в 2 километрах восточнее деревни в урочище Долгий Остров. Михаил Шапошников — партизан-пулемётчик отряда имени Н.Н. Никитина и комсомолец, погиб в бою против немецко-фашистских оккупантов в мае 1942 года. В 1966 году на месте захоронения был установлен обелиск;
- Место базирования партизанской бригады Н.Н. Никитина, расположено в 2 километрах восточнее деревни. В 1972 году на месте базирования партизанской бригады была восстановлена землянка[10].